# Richesse du monde, pauvreté des nations
 (juin 2020).
Si vous disposez d'ouvrages ou d'articles de référence ou si vous connaissez des sites web de qualité traitant du thème abordé ici, merci de compléter l'article en donnant les références utiles à sa vérifiabilité et en les liant à la section « Notes et références ».

Richesse du monde, pauvretés des nations est un livre de Daniel Cohen, Flammarion, 1997, 2de édition (1998).

## Résumé

### Introduction
Dans cet ouvrage d'économie, Daniel Cohen cherche à comprendre les causes économiques et politiques de l'ampleur des inégalités de richesse aussi bien entre les nations qu'à l'intérieur des nations elles-mêmes, dans le but de proposer des solutions pour réduire ces inégalités. Contrairement aux « antimondialistes », l'auteur affirme que ce n'est pas la mondialisation, mais une révolution des techniques de production qui est à l'origine de la « formidable explosion » des inégalités contemporaines. Il dresse une étude du développement des nations sur différentes époques et régions du globe : Afrique, Asie, puis Europe et États-Unis, tout en décrivant le cheminement des pensées économiques au cours du temps. Le livre est ainsi divisé en sept étapes, sept niveaux d'étude des inégalités de développement et de richesse.

### Première partie: «Pourquoi les pays pauvres sont-ils pauvres?»
La première partie est centrée sur la question : « Pourquoi les pays pauvres sont-ils pauvres ? » L'auteur tente de répertorier les principales causes de la misère africaine, qu'il classe en trois étages.
- Au premier niveau est l'esclavage des femmes, lié au fait que dans les sociétés africaines, l'homme commande.
- Au deuxième niveau, c'est l'exploitation des campagnes par les villes, liée au fait que les classes au pouvoir sont urbaines. Un cercle vicieux de l'exploitation s'installe : l'État impose des bas prix aux campagnes, ce qui ruine les agriculteurs et les pousse à l'exode rural, venant former des cohortes de pauvres urbains qui à leur tour comptent sur une nourriture à bas prix, et se révoltent lorsque les prix montent. L'État est contraint à l'immobilisme.
- Au troisième niveau se trouve la corruption : l'exploitation de la nation tout entière par la classe au pouvoir.

Comment sortir de cet engrenage de la misère ? On ne peut plus supposer aujourd'hui que le libre jeu des marchés suffirait à émanciper l'humanité, comme les physiocrates, critiques du mercantilisme, l'espéraient. Un programme de démocratie et de scolarisation massive (notamment des femmes), ces deux éléments s'alimentant mutuellement, serait un meilleur remède.
Les pièges de pauvreté ne sont pas inéluctables. C'est ce que montre la deuxième partie, étude du développement record de Hong Kong et Singapour.

Ces deux villes asiatiques, parties d’un niveau de développement très bas, ont atteint très rapidement leur place parmi les villes les plus riches du monde.
- La croissance de Hong Kong se fonde d’abord sur le développement industriel, puis la diversification des activités.

- Singapour, conduite d’une main de fer, est passée par la simplification du code du travail, une politique de rigueur économique, des mesures comme l’obligation de capitalisation des retraites, des incitations fiscales à l’investissement étranger, ce qui a conduit au développement industriel, technique, puis de la finance. On a assisté à une forte spécialisation des choix de production, qui a fait la réussite de l’économie de Singapour. Le PNB par tête de Singapour a aujourd'hui dépassé celui de son ancienne puissance colonisatrice, l'Angleterre

Ces résultats obtenus sont moins issus de la hausse de la productivité que du travail opiniâtre de la population. « La richesse vient récompenser les efforts de chacun », dit l’auteur. Des remèdes simples comme l’épargne, l’investissement, l’éducation de la main d’œuvre ont porté leurs fruits, ce qui permet de constater qu’un phénomène de rattrapage est en œuvre. L’économie de marché serait selon l'auteur vecteur d’une société plus égalitaire, par le fait que l’impératif de croissance oblige au progrès de la scolarisation, cette dernière étant porteuse d’aspirations démocratiques.
- Face à la montée de la puissance économique des « tigres et dragons » asiatiques, les pays du Nord doivent-ils craindre la loi d’une économie de marché dont ils ont été les initiateurs ? En effet, doivent-ils craindre une perte de compétitivité « globale » de leurs économies ? On ne doit pas avoir peur du « déficit global du commerce avec les pays pauvres ». Ce qui est en jeu n’est pas le déséquilibre entre les importations et les exportations, mais la composition « sectorielle » de ceux-ci. On s’oppose ainsi aux mercantilistes, qui sont contre la concurrence internationale. La réponse de Ricardo à ces craintes est la théorie des avantages comparatifs : se spécialiser dans les domaines où l’on est le meilleur s’applique aussi au niveau des États. Ceci passe cependant par une transition souvent douloureuse, comme l’exode rural. La spécialisation pose de grands problèmes. L’Inde, qui s’était spécialisé dans le coton, le jute, l’opium, par exemple, est devenu plus dépendant de la conjoncture mondiale qui, lorsqu’elle est mauvaise, peut conduire à la famine, dans ce cas-là. La division internationale du travail n’est donc pas une bonne solution. De plus, l’industrialisation des uns est parallèle à la désindustrialisation des autres. La mondialisation au XXe siècle était ainsi un traumatisme pour les pays du Tiers Monde.

Cependant, la théorie des néo-ricardiens selon laquelle la mondialisation est au service du capital contre les travailleurs des pays riches repose sur une base erronée, que Daniel Cohen critique à partir du paradoxe de Leontief. Le commerce n’entraîne pas une déformation du partage salaire-profit, mais il est vrai qu’il augmente les inégalités salariales. Les travailleurs non qualifiés perdent à la mondialisation, tandis que les « producteurs d’idées » voient leur salaire augmenter. Ce sont ces derniers qui gagnent à échanger. Le commerce mondial est bien vecteur d’un enrichissement, mais cet enrichissement est inégal. En réalité, cela vient du fait que les inégalités sont antérieures au commerce mondial.

### Aux origines des inégalités
- Si ce n’est la mondialisation, qu'est-ce qui est à l’origine de l’explosion des inégalités et de cette paupérisation aujourd’hui? Pour l’auteur, il s’agit de la 3e révolution industrielle : la révolution informatique. Le travail est engagé dans un « processus de professionnalisation croissante », qui rejette ceux qui ne parviennent pas à s’y insérer. L’économiste s’appuie sur la théorie « O-Ring » du développement, de Michael Kremer. Pour une production donnée, le moindre dysfonctionnement menace la production du tout. Les niveaux de qualité des travailleurs engagés dans un processus de production commun doivent être très proches ; un faible écart de productivité individuelle peut entraîner un écart de revenu considérable. Il y a risque d’exclusion. C’est un processus inégalitaire bien plus important que la mondialisation de l’économie. L’éclatement des inégalités n’est pas uniquement entre les nations, mais beaucoup au sein de chaque groupe de la société. Les ouvriers non qualifiés sont laissés pour compte en période de transition.
- Si la crise du travail était due à la mondialisation, le remède idéal serait la scolarisation des masses. Or, les diplômés restent entre eux et sous-traitent les tâches qu’ils ne veulent pas faire. Ce sont les « appariements sélectifs ». Lorsque 80 % de la population sait lire, les analphabètes sont mis sur la touche. La marche vers la scolarisation peut accroître les facteurs d’exclusion.

- Comment lutter contre la montée du chômage de masse en Europe ? Comment lutter contre l’exclusion, sans faire des plus vulnérables des « assistés »? Il est difficile de mener une politique de relance keynésienne dans l’état actuel de nos finances. L’État-providence n’est plus adapté à notre société et ne répond pas aux nouvelles inégalités. Daniel Cohen propose d’instaurer l’ « impôt négatif » : accorder à chaque personne en âge de travailler un revenu minimum, qu’elle trouve un emploi ou non. Cela permet d’éviter de stigmatiser des groupes de population en aidant les plus défavorisés. Pour cela, il faut une volonté de la société de s’engager au nom de la solidarité. Il faut aussi que l’État retrouve la maîtrise de ses finances publiques.

### Conclusions
- L’auteur distingue quatre âges de l’économie politique : le mercantilisme, le libéralisme économique (effacement de l’État), le keynésianisme (retour de l’État), qui est aujourd’hui en crise. Nous arrivons à un quatrième âge de l’économie politique, dans lequel le politique perd son influence économique mais le marché n’impose pas sa loi. Le commerce mondial serait la promesse pour les pays pauvres de la réduction des écarts internationaux de prospérité et de puissance.

## Carrière littéraire
C'est pour ce livre que Daniel Cohen a été désigné « Économiste de l'année » par le magazine « Le Nouvel Économiste » en 1997. Richesse du monde, pauvretés des nations a reçu le prix Léon Faucher de l'Académie des Sciences Morales, et s'est vendu à plus de 25 000 exemplaires.